# Wincenty Szuwalski
Wincenty Szuwalski (ur. 20 lutego 1842, zm. 14 października 1924) – powstaniec styczniowy, podporucznik Wojska Polskiego.

## Życiorys

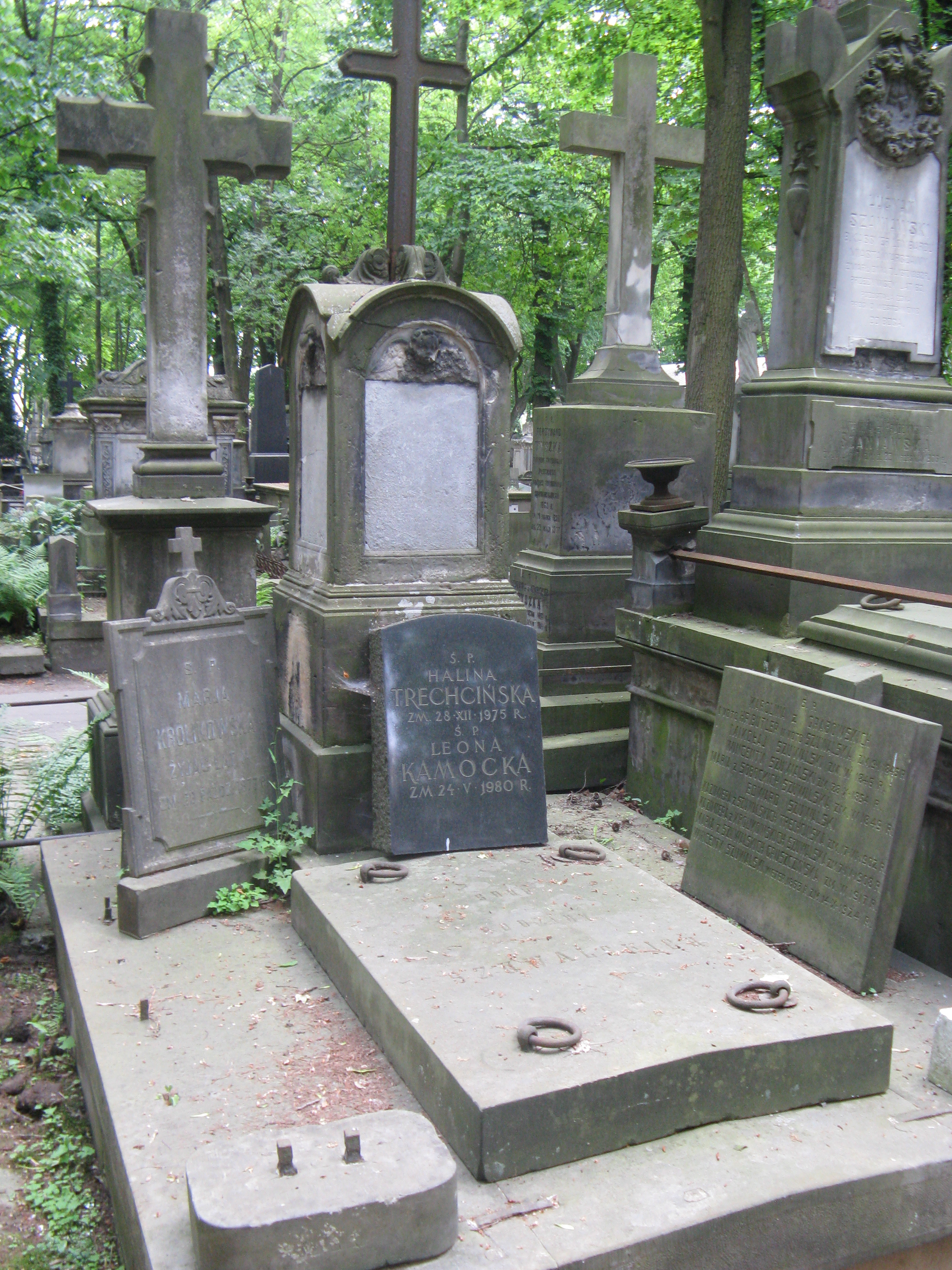
Grób Wincentego Szuwalskiego na cmentarzu Powązkowskim

Syn Wincentego i Marii. Był aplikantem pocztowym w Warszawie. Uczestniczył w powstaniu styczniowym 1863. W stopniu podporucznika pełnił funkcję komisarza Sekcji I Okręgu Policji Powstańczej. Aresztowany przez władze carskiej został skazany na zasłanie w Katordze Nerczyńskiej i Siwakowej.
Po odzyskaniu przez Polskę niepodległości (1918) w okresie II Rzeczypospolitej został awansowany do stopnia podporucznika weterana Wojska Polskiego.
2 maja 1923 został odznaczony Krzyżem Kawalerskim Orderu Odrodzenia Polski „za zasługi, położone dla Rzeczypospolitej Polskiej na polu działalności cywilnej w okresie walk o niepodległość r. 1863”.
Zmarł 14 października 1924. Został pochowany na cmentarzu Powązkowskim w Warszawie (kwatera 8, rząd 2, miejsce 7, 8).
Jego żoną była Kazimiera (1860-1908).